# جولیت (جورجیا)
جولیت (به انگلیسی: Juliette) یک منطقهٔ مسکونی در ایالات متحده آمریکا است که در شهرستان مونرو، جورجیا واقع شده‌است.